# オートアールズ
株式会社オートアールズ（Auto R's. Co., Ltd.）は、埼玉県本庄市に本部を置く、ベイシアグループ・株式会社カインズの子会社で、カー用品店のチェーン店「オートアールズ」や「カインズオート」を運営している企業である。
元来よりベイシアグループの一員として事業を行っていたが、近年ではカインズの本部内にオートアールズの本部を併設したり、カインズオートブランドの起業など、グループの中でも特にカインズとの密接な繋がりがあった。2022年5月2日付で正式に株式会社カインズの子会社となり、カインズと一体化した経営を行うようになった。

## 概要
関東地方とその周辺で展開しており、「オートアールズ」、親会社の名を冠した「カインズオート」を合わせて約60店舗を営業している。
グループ母体のいせやが、1984年5月にいせやオートセンター「セーフティロード」1号店として伊勢崎バイパス店を開店したのが始まりである。
2年後の1986年5月に「株式会社セーフティロード」として分社化し、1996年10月に現商号となる。
グループの中核をなすスーパーマーケットのベイシアや親会社であるホームセンターのカインズと同一敷地あるいは近隣に多く店舗を構えるが、完全に独立した店舗もある。

## 沿革
- 1984年（昭和59年） 5月 - 株式会社いせやが、いせやオートセンター「セーフティロード」1号店（伊勢崎バイパス店）を開店。
- 1986年（昭和61年）5月 -  株式会社セーフティロードとして、いせやから分社化。
- 1994年（平成6年）10月 - 商号を「株式会社オートアールズ」に変更し、新CIを導入。
- 1995年（平成7年）11月 -  伊勢崎商品センターを開設。
- 1998年（平成10年）10月
  - 500坪タイプのスーパーオートセンター1号店（伊勢崎宮子バイパス店）を開店。
  - 深谷店が当社初となる車検指定工場の認可を受ける。
- 1999年（平成11年）9月 - 伊勢崎市内に新本部・流通センターを開設。
- 2002年（平成14年）6月 - スピード車検「速いち」に対応した1号店（伊勢崎宮子店）を開店。
- 2005年（平成17年）
  - 5月 - 新店舗ブランド「カインズオート」1号店（鶴ヶ島店）を開店。
  - 12月 - ザスパ草津（現・ザスパクサツ群馬）オフィシャルユニホームパートナー契約締結（ベイシアグループとして）。
- 2012年（平成24年）11月 - 本部を群馬県前橋市亀里町（ベイシア本部所在地）に移転。
- 2015年（平成27年）5月 - 本部を埼玉県本庄市（カインズ本部所在地）に移転。
- 2021年（令和3年）11月 - カインズ・ベイシアグループ総研と共に、2021年11月26日に株式会社ファーストグループ（現：cars株式会社）と資本業務提携し、当社はファーストグループの「cars」を導入し、顧客データのデジタル管理を行うことがカインズより発表[3]。
- 2022年（令和4年）5月 - カインズの子会社となる[2]。

## 事業所
- 本部[1] - 埼玉県本庄市早稲田の杜1丁目2番1（カインズ本部内併設）
- 東京情報センター[1] - 東京都台東区上野7丁目6-1（ベイシアグループ共通）

## 店舗
- メインとなる「オートアールズ」ブランドの店舗は2022年5月現在で55店舗あり、群馬県に15店舗、栃木県に10店舗、埼玉県に8店舗、千葉県及び長野県に各7店舗、茨城県に3店舗、福島県に2店舗、宮城県及び新潟県、山梨県に各1店舗展開している[1][4]。かつては神奈川県、静岡県にも進出していた。
  - カー用品店としての一般的な特徴として、高速道路のインターチェンジ直近やバイパス道路沿いの店舗が多いが、それに加え、ベイシアグループとしての連携で、「カインズモール」などグループ運営のショッピングモールの1テナントとしての出店、モール以外にもスーパーマーケットベイシアスーパーセンターやホームセンターカインズ単独店舗の隣接地（一部は近隣）への出店が多い。なお、ベイシアグループのショッピングモール自体、インターチェンジ近隣での開発も多い。
- 「カインズオート」ブランドの店舗は、2022年5月現在で6店舗あり、埼玉県・宮城県に各2店舗、東京都及び群馬県に1店舗展開している[1][5]。いずれもホームセンターカインズの敷地内にあるが、先述の通り、オートアールズもカインズの敷地内・隣接地にある店舗が多く、明確な棲み分けは不明である。ただし、オートアールズよりも店舗面積が小さく、カー用品の販売はほぼなく、整備・カー用品の取付（カインズ店舗での購入商品の取付を行うと案内している）・タイヤやオイルなど消耗品交換といったピット作業を重視しており、営業形態に大きな違いがある。
  - 2016年、鶴ヶ島店内にシュアラスターによる洗車コーナー（シュアラスターガレージ カインズオート鶴ヶ島店）が期間限定で営業していた。

### 以前あった店舗
- オートアールズ花園インター店
  - 埼玉県深谷市の関越自動車道花園インターチェンジ近くに所在した。2020年1月31日をもって閉店。同年冬にベイシア寄居北店敷地内に移転予定としていたが延期され、2021年10月に寄居北店としてオープンした。
- オートアールズ矢板店
  - 2019年11月2日付でオートアールズ矢板バイパス店として移転。
- オートアールズ北本店
  - 埼玉県北本市二ツ家に所在した。首都圏中央連絡自動車道建設工事に伴い、JR高崎線を挟んで反対側にあったカインズ旧北本店と共に立ち退きの対象となり、カインズは2012年8月に国道17号沿いに移転した。一方でオートアールズはそのまま閉店した（解体後、敷地南半分は埼玉県道33号東松山桶川線に、北半分は住宅地になった）。なお、3年後の2015年10月、（新）カインズ北本店敷地内に「カインズオート」ブランドで出店している。
- オートアールズ沼津バイパス店
  - 静岡県沼津市にあり、カインズホーム沼津店に隣接。静岡県内唯一の店舗だった。2014年5月に閉店し、同年8月にオートバックス沼津原店が居抜き出店した。
- オートアールズ千葉館山バイパス店
  - 千葉県館山市正木の国道127号線館山バイパス沿道にあった。2014年5月11日をもって閉店し、跡地にはオートバックスが館山バイパス店として出店。
- オートアールズ伊勢原店
  - 神奈川県伊勢原市に存在した神奈川県唯一の店舗。2014年8月31日をもって閉店し、神奈川県から撤退した。跡地には2014年12月にオートバックスが出店した。